# Саков, Николай Ставрович
Николай Ставрович Саков  (1889—1930) — один из первых греческих и российских военных лётчиков. 
Принимал участие и отличился в Балканских войнах, Первой мировой войне и Гражданской войне в России.

## Семья
Родился 29 июля 1889 года в Липецке. Его отец, грек Ставр (Ставрион) Елевтерьевич Саков, был уроженцем османского города Унье. В 1890-е годы семья Саковых проживала в Москве, но на лето приезжала в Липецк, где отец работал курортным врачом на Липецких минеральных водах. В 1908 году семья окончательно переехала в Липецк.
Николай Ставрович Саков женился на Нине Сергеевне Бехтеевой (1885—1955). Их сын, Александр (1915—1974) — учёный-экономист. Окончил лицей в Ницце, позже переехал в Италию. Окончил факультет политических наук Римского университета, работал в Институте земледелия (Рим). Был экспертом Международной продовольственной и сельскохозяйственной организации ООН, экспертом по экономике СССР и Восточной Европы, секретарём общества «Русское собрание», занимавшегося переселением эмигрантов.

## Авиатор
В 1911 году Николай Саков отправился во Францию, где учился в лётной школе авиационного предпринимателя и главы фирмы «SPAD» Армана Депердюссена. 
25 сентября 1911 года Саков получил пилотское удостоверение аэроклуба Франции и вернулся в Россию с приобретенным в «SPAD» монопланом. 
На первом в России «Депердюссене» он совершил показательные полеты на Ходынском поле в Москве.

## В греческой авиации

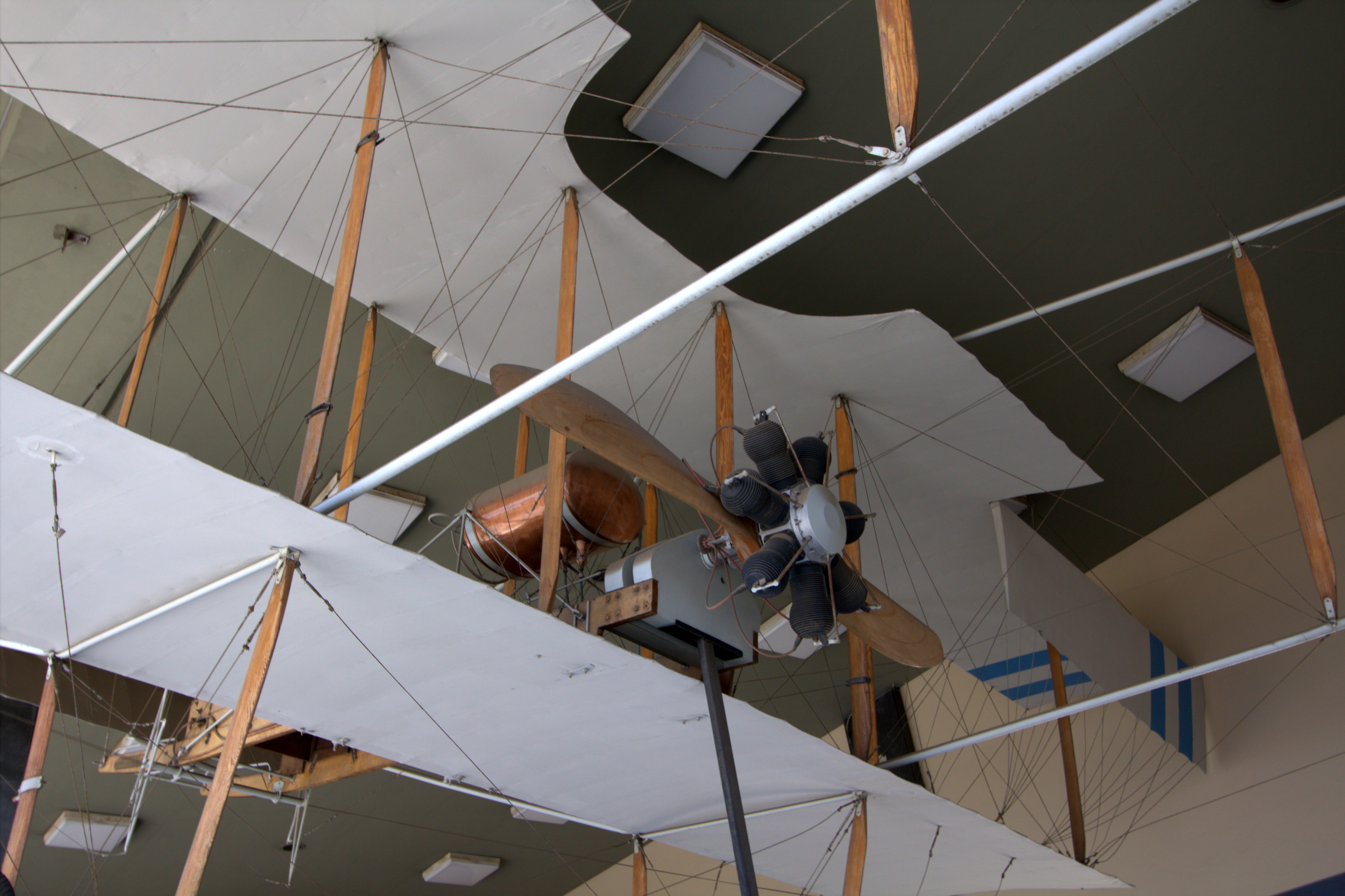
Копия первого греческого военного аэроплана “Дедалос” (H. Farman). Музей войны (Афины)

В начале октября 1912 года началась Первая Балканская война, которая впервые в военной истории была отмечена использованием аэропланов в военных действиях. 
Саков с детства воспитывался в атмосфере любви и почитания Греции и отправился добровольцем воевать на стороне греческой армии. 
Греческая армия была одной из немногих армий в мире, которая к началу этой войны располагала “военно-воздушными силами”. Эти силы были представлены “Военной флотилией аэропланов”, которая состояла из 4-х бипланов «Maurice Farman MF.7». Личный состав авиации насчитывал 4 греческих пилота (Димитриос Камперос, Михаил Мутусис, Христос Адамидис и П. Нотарас), механика-француза и нескольких солдат. 
С.Ю.Ковалёв пишет, что Саков принял участие в боевых действиях на македонском фронте, наряду с 4 греческими пилотами, действуя с лётного поля в Ларисе, однако, историк Солон Григориадис на этом этапе войны упоминает только 4 греческих пилота. 
После освобождения македонской столицы, города Фессалоники, греческий премьер-министр Элефтериос Венизелос направил усилия армии на освобождение столицы Эпира, города Янина, пытаясь опередить попытки австрийской и итальянской дипломатии включить регион в состав создаваемого государства Албания. В Эпир, морем, вместе с несколькими дивизиями, была отправлена и воздушная флотилия, которая в Эпире уже насчитывала 6 бипланов «Maurice Farman MF.7». Независимо от того, когда Саков присоединился к греческой воздушной флотилии, он однозначно упоминается в деятельности эскадрильи в Эпире и его роль была заметной. 
Греческие бипланы базировались на лётном поле в Никополисе, произведя несколько разведывательных вылетов и бомбардировок со значительными результатами. 
Турки вели по самолётам ружейный огонь, единственным результатом которого стало поражение самолёта Сакова (вероятно — первое в истории). Сакову, однако, удалось посадить повреждённый аэроплан в Превезе, где он был отремонтирован и позднее возвращён на базу. 
Греческая армия одержала победу в Сражении при Бизани и освободила столицу Эпира.
В день вступления греческой армии в Янина, Христос Адамидис, который был к тому же и уроженцем города, посадил свой самолёт на площади перед мэрией, под восторженные возгласы своих сограждан.
Нет достоверных данных об участии Сакова во Второй Балканской войне и его возвращении в Россию.

## Между Балканскими и Мировой войнами
О жизни Н. Сакова после окончания Балканских войн известно мало. С.Ю.Ковалёв из последующих биографических данных предполагает, что в 1913-1914 годах он занимался подготовкой будущих лётчиков в лётной школе Императорского Всероссийского аэроклуба (ИВАК) в качестве лётчика-инструктора. 
В январе 1914 года в Петербурге он женился на Нине Сергеевне Бехтеевой, из старинного дворянского рода. Там же, в 1915 году, у четы родился сын Александр.

## Первая мировая война
С началом Мировой войны из лётчиков авиашколы ИВАК был сформирован Особый добровольческий авиационный отряд. В конце августа 1914 года, отряд действовал в районе Варшавы. Позднее он был переименован в 34-й корпусной авиационный отряд. В составе отряда на момент формирования было шесть лётчиков. 
Николай Саков был зачислен в штат отряда как "лётчик-охотник". 
Согласно С.Ю.Ковалёву, 23 апреля 1915 года Николай Саков был награждён Георгиевским крестом 4-й степени за ряд успешных разведывательных полётов. 16 июля 1915 года он был награждён Георгиевским крестом 3-й степени за ряд успешных военных разведок, которые 21 и 22 апреля сопровождались бомбёжкой поездов и станции Августов. 
Саков был ранен и находился в Минском госпитале с 16 октября по 16 ноября 1914 года. 
В 1916 году за боевые заслуги Николай Саков получил чин прапорщика и перешёл из 34 в 7-й армейский авиационный отряд. Проблемы со здоровьем стали причиной его увольнению в конце 1916 года. 
Предвидя окончание своей военной карьеры, Н. Саков решил создать авиастроительное предприятие. Поскольку сам он ещё находился в составе армии, он убедил своего отца заключить контракт с Управлением Военно-воздушного флота (УВВФ) и организовать производство аэропланов в Липецке. 
Летом 1916 года С.Е. Саков организовал Товарищество "Липецкие Аэропланные Мастерские" (ЛАМ), в которое вложили свои капиталы известные в Липецке промышленники, М.В. Быханов и П.С. Хренников. 
8 ноября 1916 года между УВВФ и статским советником С.Е. Саковым был заключён контракт на поставку 5 учебных аэропланов "Моран-Ж". 18 ноября 1916 года отец Саков передал все права на предприятие и контрактные обязательства своему сыну. 
Предреволюционные и революционные события стали причиной того, что сроки выполнения контракта дважды переносились. В итоге 23 ноября 1917 года он был окончательно расторгнут. Аэропланы были закончены уже при советской власти, после чего "ЛАМ" прекратил своё существование

## Гражданская война
Н. Саков был монархистом. Он сразу примкнул к Белому движению. 
С.Ю.Ковалёв предполагает, что в 1919 году он был направлен в Англию для закупки аэропланов. 18 октября 1919 года английское правительство приняло решение поддержать наступление генерала Юденича к Петрограду поставкой снаряжения и вооружения. В частности, было решено предоставить 18 аэропланов. 
1 ноября 1919 года Н. Саков, в числе 14 лётчиков-добровольцев, прибыл из Англии в Ревель и был зачислен в списки Северо-Западной армии генерала Юденича. Служил в авиационном отряде капитана Б.В. Сергиевского. 
Однако вскоре войска Юденича отступили на территорию Эстонии, где в январе 1920 года были распущены.

## Снова в Греции
Кронный принц Константин был командующим греческой армии в кампании в Эпире в начале 1913 года. Он лично знал всех 6 пилотов греческой эскадрильи. 
Взойдя на трон в марте 1913 года, после начала Первой мировой войны, в июне 1917 года, Константин был вынужден отречься от престола. В 1919 году, по мандату Антанты, Греция заняла западное побережье Малой Азии. Севрский мирный договор 1920 года закрепил регион за Грецией, с перспективой решения его судьбы через 5 лет, на референдуме населения:16. Завязавшиеся здесь бои с кемалистами приобрели характер войны, которую греческая армия была вынуждена вести уже в одиночку. Из союзников, Италия, а затем Франция, начали поддерживать кемалистов. Греческая армия прочно удерживала свои позиции. Геополитическая ситуация изменилась коренным образом и стала роковой для греческого населения Малой Азии после парламентских выборов в Греции, в ноябре 1920 года. Под лозунгом «мы вернём наших парней домой», на выборах победила монархистская «Народная партия». Возвращение в Грецию германофила Константина освободило союзников от обязательств по отношению к Греции. Не находя дипломатического решения в вопросе с греческим населением Ионии, в совсем иной геополитической обстановке правительство монархистов продолжило войну. Возвращение в страну своего старого командующего послужило причиной переезда Н. Сакова в Грецию. Он стал своего рода личным пилотом короля. Как и Константин, Саков не принимал участия в военных действиях. Через два года правление монархистов привело к поражению армии и Малоазийской катастрофе. Восстание армии в сентябре 1922 года:386 привело к отставке правительства П. Протопападакиса и отречению короля Константина. 
После низложения Константина, Н. Саков уехал в Париж.

## Париж
Как и многие бывшие русские офицеры, братья Саковы работали в Париже таксистами. 
Николай и Александр Саковы стали членами Союза русских авиаторов во Франции. 
В конце 20-х годов по чертежам лётчика Р.Л. Нижевского была изготовлена икона-памятник российскому воздушному флоту. Триптих икон Пресвятой Богородицы, Георгия Победоносца и Ильи-пророка, был установлен в кафедральном соборе Александра Невского в Париже. Установку памятника осуществил Н. Саков. Он начал составлять для внесения в синодик список всех усопших русских авиаторов, но не успел завершить его. Николай Саков умер 2 февраля 1930 года и был похоронен на Кладбище Сент-Женевьев-де-Буа в Париже. Список завершил его младший брат Александр.